# Mark Aronovich Aizerman
Mark Aronovich Aizerman (em russo:  Марк Аронович Айзерман; Dunaburgo, 6 de junho [Calend. juliano: 24 de maio] 1913 – Rússia, 8 de maio de 1992) foi um físico russo.

## Formação e carreira
Professores de Aizerman foram Nikolai Luzin e Aleksandr Andronov. A partir de 1939 trabalhou no Instituto de Automação e Telemecânica (mais tarde Instituto Vadim Aleksandrovich Trapezniko para Problemas da Teoria de Controle da Academia de Ciências da Rússia). Em 1941 no início do ataque alemão alistou-se como voluntário para a frente de batalha. Em 1945 foi desmobilizado. Obteve um doutorado em 1946.
Em 1964 recebeu o Prêmio Lenin e foi chamado para a cátedra de mecânica teórica do Instituto de Física e Tecnologia de Moscou, onde permaneceu até 1978. Em 1945 publicou com Felix Gantmacher Die absolute Stabilität von Regelsystemen (caderno de acompanhamento do periódico Regelungstechnik, R. Oldenbourg Verlag, Munique e Viena, 1965).
Foi palestrante convidado do Congresso Internacional de Matemáticos em Moscou (1966: Extrapolation problems in automatic control and the method of potential functions).